# Mullin (Texas)
Mullin é uma cidade  localizada no estado norte-americano do Texas, no Condado de Mills.

## Demografia
Segundo o censo norte-americano de 2000, a sua população era de 175 habitantes.
Em 2006, foi estimada uma população de 175, um aumento de 0 (0.0%).

## Geografia
De acordo com o United States Census Bureau tem uma área de
1,2 km², dos quais 1,2 km² cobertos por terra e 0,0 km² cobertos por água. Mullin localiza-se a aproximadamente 432 m acima do nível do mar.

## Localidades na vizinhança
O diagrama seguinte representa as localidades num raio de 36 km ao redor de Mullin.